# Zentrale Ostalpen
Die Zentralalpen, auch Zentrale Ostalpen, bilden den Alpenhauptkamm der Ostalpen in Österreich und den angrenzenden Regionen der Schweiz, Liechtensteins, Italiens und Sloweniens. Der Begriff Zentralalpen ist vorrangig in der Geographie Österreichs üblich, wo der österreichische Anteil an der Gebirgsgruppe eine der sieben grundlegenden Großlandschaften des Landes darstellt, und in der Geologie, wo der Begriff die Zone des alten kristallinen Grundgebirges des Ostalpins darstellt (Zentralostalpin). Von den Zentralen Ostalpen spricht man im Besonderen im Rahmen der Alpenvereinseinteilung der Ostalpen (AVE). Die Zentralalpen bilden den Ostteil des Alpenhauptkamms, der Zentralkette der Alpen, einschließlich der nördlich und südlich benachbarten, parallel verlaufenden Ketten.

## Die Zentralalpen als Großlandschaft Österreichs
In Österreich werden die Ostalpen in die Nordalpen, die Grauwackenzone, die Zentralalpen und die Südalpen gegliedert. Letztere liegen in Südkärnten, hauptsächlich aber in Oberitalien.
Zentral- und Nordalpen werden getrennt durch die nördliche Längstalfurche, bestehend aus den Linien Klostertal – Arlberg – Inntal (bis Wörgl) sowie Salzachtal bis Schwarzach im Pongau – Wagrainer Höhe – oberes Ennstal – Schoberpass – Mürztaler Alpen – Semmering – südliches Wiener Becken.
Zentralalpen und Südalpen sind voneinander abgegrenzt durch den südlichen Längstalzug Pustertal (Rienztal – Toblacher Feld – oberes Drautal) – Drautal – Klagenfurter Becken – Mieß/Meza, beziehungsweise die periadriatische Naht, die nicht ganz deckungsgleich mit der Längstalfurche ist, sondern durch das Gailtal verläuft.

## Geomorphologie
Sie weisen die höchsten Gipfel der Ostalpen auf und sind am stärksten vergletschert. Im Übergang von Ost- und Westalpen überragen ihre Gipfel die Umgebung nach Westen deutlich (Piz d’Err, Piz Roseg). Am Rande gehören jedoch auch weniger hohe, oft sanfte Gebirgszüge dazu, wie etwa die Gurktaler Alpen und die Ostausläufer.
Die Ostalpen werden von den Westalpen durch eine Linie Bodensee - Rhein - Splügenpass - Comer See getrennt.

## Geologie
Die zentralen Ostalpen bestehen hauptsächlich aus Gneisen und kristallinen Schiefern mit teilweise deutlich prä-permischem Protolith-Alter. Diese werden als das Grundgebirge bzw. als Äquivalente des Grundgebirges der permo-mesozoischen sedimentären Einheiten der Nördlichen Kalkalpen gedeutet. Die Metamorphose dieser Gesteine erfolgte teils präalpidisch (mit alpidischer Überprägung), teils erst alpidisch. Wie das Ostalpin insgesamt, gliedert sich auch das zentrale Ostalpin in Deckeneinheiten. Hierbei werden vom tektonisch tiefsten zum tektonisch höchsten drei große Deckenkomplexe unterschieden: das Unterostalpin, das untere Zentralostalpin (ehemals „Mittelostalpin“) und das obere Zentralostalpin (mit u. a. der Grauwackenzone), wobei Zentralostalpin sowie Nördliche Kalkalpen unter dem Begriff Oberostalpin zusammengefasst werden. Von der Ausbissfläche dominiert das Zentralostalpin deutlich über das Unterostalpin. Neben den Grundgebirgsgesteinen weisen die zentralen Ostalpen auch permo-mesozoisches Deckgebirge auf, das als Äquivalent der Einheiten der Nördlichen Kalkalpen betrachtet wird. Dazu gehören unter anderem die Engadiner Dolomiten, das sogenannte Brennermesozoikum (benannt nach dem Brennerpass), der Drauzug sowie das Mesozoikum der Nordkarawanken. Im Gegensatz zu den unmetamorphen Nördlichen Kalkalpen ist das Mesozoikum der zentralen Ostalpen jedoch schwach bis mittelgradig metamorph.
Die Ostalpinen Decken sind auf das Penninikum überschoben, das im Unterengadiner Fenster und im Tauernfenster zutage tritt. Dort finden sich unterostalpine Gesteine zusammen mit ozeanischen Sedimenten und Relikten ozeanischer Kruste in der Grenzzone vom Penninikum zum Unterostalpin (Matreier Zone, Aroser Zone). Sie bezeugen den paläogeographischen Übergang vom Piemont-Ligurischen Ozean (Penninikum) zum adriatischen Kontinentalblock (Ostalpin).
Am Ostrand der Alpen tauchen Nördliche Kalkalpen und zentrales Ostalpin unter die känozoischen Sedimente des Wiener und des Steirischen Beckens. Die entsprechende Bruchzone des Alpenostrandes zeigt geringaktiven Vulkanismus sowie eine relativ starke seismische Aktivität (siehe Thermenlinie). Am Südrand der zentralen Ostalpen kommen lokal (Bergell und Rieserferner) einige Granitoide alpidischen Ursprunges vor. Ihre Schmelzen drangen wahrscheinlich an der Periadriatischen Naht auf.

## Gliederung
| Bezeichnung der Gebirge in den Zentralalpen | Bezeichnung der Gebirge in den Zentralalpen | Bezeichnung der Gebirge in den Zentralalpen | Bezeichnung der Gebirge in den Zentralalpen |
| Gebirge                                     | Berge | Höhe                                        |                                             |
| ------------------------------------------- | --- | ------------------------------------------- | ------------------------------------------- |
| Randgebirge östlich der Mur                 | Hochwechsel, Fischbacher Alpen, Grazer Bergland | 1.782 m                                     |                                             |
| Bachergebirge                               | Črni Vrh | 1.543 m                                     |                                             |
| Lavanttaler Alpen                           | Seetaler Alpen (Zirbitzkogel), Koralpe (Großer Speikkogel), Packalpe (Ameringkogel), Saualpe (Ladinger Spitz), Gleinalpe (Speikkogel)                      | 2.396 m                                     |                                             |
| Niedere Tauern                              | Radstädter Tauern, Schladminger Tauern (Hochgolling, Hochwildstelle), Wölzer Tauern, Rottenmanner Tauern (Großer Bösenstein), Seckauer Tauern              | 2.862 m                                     |                                             |
| Nockberge                                   | bzw. Gurktaler Alpen | 2.440 m                                     |                                             |
| Hohe Tauern                                 | Ankogelgruppe, Kreuzeckgruppe, Goldberggruppe, Schobergruppe, Glocknergruppe, Granatspitzgruppe, Villgratner Berge, Rieserfernergruppe und Venedigergruppe | 3.798 m                                     |                                             |
| Salzburger Schieferalpen (1)                | Hundstein | 2.117 m                                     |                                             |
| Kitzbüheler Alpen (1)                       | Kreuzjoch, Großer Rettenstein, Geißstein | 2.558 m                                     |                                             |
| Zillertaler Alpen                           | Hochfeiler, Großer Möseler, Hoher Riffler, Olperer, Reichenspitze                                                                                          | 3.509 m                                     |                                             |
| Tuxer Alpen                                 | Patscherkofel, Kellerjoch, Rastkogel, Lizumer Reckner | 2.886 m                                     |                                             |
| Stubaier Alpen                              | Zuckerhütl, Schrankogel, Ruderhofspitze, Habicht, Acherkogel, Serles                                                                                       | 3.507 m                                     |                                             |
| Sarntaler Alpen                             | Hirzer, Hochwart, Jakobsspitze, Weißhorn, Villanderer Berg                                                                                                 | 2.781 m                                     |                                             |
| Ötztaler Alpen                              | Wildspitze, Weißkugel, Similaun, Watzespitze, Hohe Wilde                                                                                                   | 3.768 m                                     |                                             |
| Samnaungruppe                               | Muttler | 3.293 m                                     |                                             |
| Verwallgruppe                               | Hoher Riffler | 3.168 m                                     |                                             |
| Rätikon                                     | Schesaplana | 2.964 m                                     |                                             |
| Silvretta                                   | Piz Linard | 3.411 m                                     |                                             |
| Ortler-Alpen (2)                            | Ortler, Königspitze, Monte Cevedale, Monte Zebrù | 3.905 m                                     |                                             |
| Sobretta-Gavia-Gruppe (2)                   | Monte Sobretta, Monte Gavia | 3.296 m                                     |                                             |
| Sesvennagruppe                              | Piz Sesvenna im Schweizer Nationalpark | 3.204 m                                     |                                             |
| Albula-Alpen (3)                            | Piz Kesch | 3.418 m                                     |                                             |
| Plessur-Alpen                               | Aroser Rothorn | 2.980 m                                     |                                             |
| Platta-Gruppe                               | Piz Platta | 3.392 m                                     |                                             |
| Livigno-Alpen                               | Cima de’ Piazzi | 3.439 m                                     |                                             |
| Bernina (3)                                 | Piz Bernina | 4.048 m                                     |                                             |

(1)  Die Tiroler und Salzburger Schieferalpen als Teil der Grauwackenzone werden entweder zu den Nordalpen oder zu den Zentralalpen gezählt
(2)  Ortler und Sobretta werden den Zentralalpen zugeordnet, da sie nördlich der geologischen Störung der Tonalelinie liegen. In Gebirgsgruppeneinteilung des Alpenvereins werden sie jedoch den südlichen Ostalpen zugeschlagen, weil sie sich südlich der Längstalfurche Veltlin (Adda)–Vinschgau (Etsch) befinden.
(3) Die Albula- und Berninagruppen gelten geologisch als Teil des Unterostalpins und damit der Zentralalpen. In der Gebirgsgruppeneinteilung des Alpenvereins zählen sie zu den westlichen Ostalpen, westlich der oberen Adda.